# David Becher
David Becher (* 19. Februar 1725 in Karlsbad, Königreich Böhmen; † 5. Februar 1792 ebenda) war ein böhmischer Arzt und Balneologe, der auch als Hippokrates von Karlsbad bezeichnet wurde.

## Leben
Er stammte aus der seit 1570 in Karlsbad nachweisbaren Familie Becher, deren erster Vertreter Georg aus der im böhmischen Westerzgebirge gelegenen Bergstadt Heinrichsgrün hierhergezogen war. Sein Sohn Michael Becher hatte eine Reihe von Nachkommen, die sich später in drei Linien aufteilten. Die Familienmitglieder betrieben vor allem das Schneiderhandwerk.
David war der Sohn des Kaufmanns Leopold Becher. Er besuchte die Volksschule in Karlsbad und ging dann an das Gymnasium in Schlackenwerth. Nach Abschluss seiner medizinischen Studien an der Prager Karls-Universität und der 1751 erfolgten Promotion zum Dr. med. wirkte er bis zu seinem Tod als Badearzt in Karlsbad.
In der Mitte des 18. Jahrhunderts gelang es David Becher, durch Destillation aus dem Quellwasser des Karlsbader Sprudels das Handelsprodukt Karlsbader Sprudelsalz zu gewinnen. 1772 gab er die Schrift Neue Abhandlungen vom Carlsbade heraus, die in drei Bänden erschien.